# Kūlgrinda
I Kūlgrinda sono un gruppo di musica folk di Vilnius, in Lituania, fondato nel 1989 da Inija Trinkūnienė e Jonas Trinkūnas. Il gruppo è legato al movimento neopagano lituano dei Romuva e spesso si esibisce come parte delle cerimonie di questa corrente religiosa.

## Storia
Il gruppo fu fondato nel 1989 da Jonas Trinkūnas e sua moglie Inija Trinkūnienė, che erano anche i principali esponenti del movimento neopagano baltico dei Romuva. Fin dall'inizio, il gruppo si propose come espressione musicale di questo movimento. Parte del materiale registrato ha assunto la veste di «canti religiosi» destinato i membri dei Romuva e il gruppo ha partecipato regolarmente agli eventi religiosi legati alla corrente neopagana. Sul sito web dei Romuva, Kūlgrinda è descritto come un «gruppo folcloristico rituale».
Il gruppo deve il suo nome alla kūlgrinda, una strada segreta e rialzata sottomarina che si trovava nel sottosuolo della Samogizia. I brani dei Kūlgrinda consistono generalmente in semplici esecuzioni di musica popolare, con qualche ridotto accorgimento in studio e un'attenzione particolare alle esecuzioni vocali. Un'importanza non secondaria viene assegnata ai sutartinės, una forma tradizionale di canto polifonico in cui diversi vocalisti eseguono melodie interconnesse che, attraverso la ripetizione ritmica, creano un modello di espressione musicale. Il musicologo Daiva Račiūnaitė-Vyčinienė ha paragonato questa tecnica alla realizzazione di un tessuto multicolore.
Il gruppo ha collaborato con altri artisti, come l'artista di musica elettronica lituano Donis, la cantante Rasa Serra e il gruppo heavy metal Ugnėlakis. Quest'ultima collaborazione è sfociata nella formazione del gruppo folk rock Žalvarinis.

## Discografia

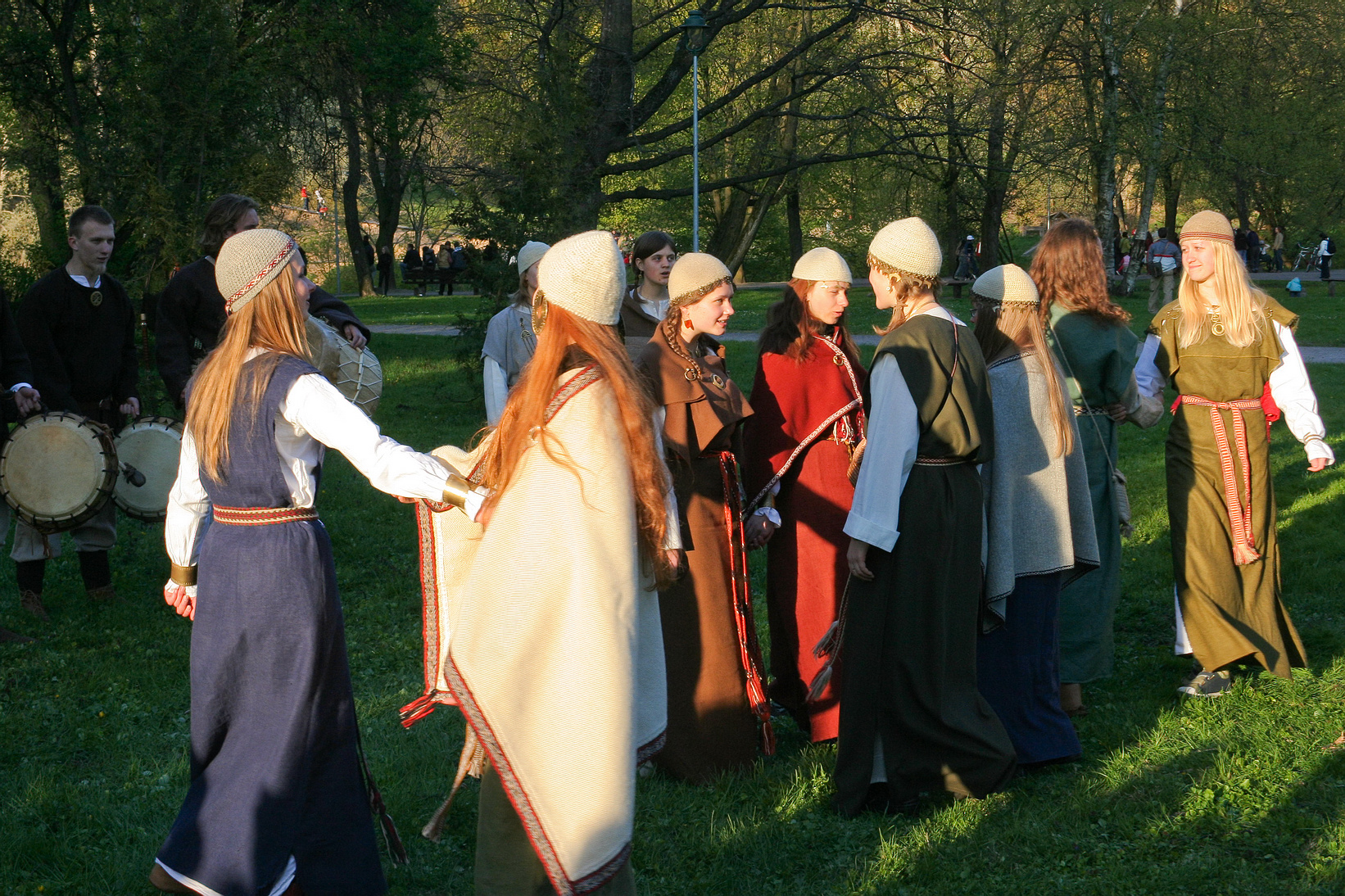
I Kūlgrinda si esibiscono a Vilnius nel 2007

Gli album dei Kulgrinda sono stati inizialmente pubblicati dalla Dangus Records, ma in seguito il gruppo si è rivolta alla Aurea Studija.
- 1996: Kūlgrinda - cassette
- 2002: Ugnėlakis su Kūlgrinda – con Ugnėlakis
- 2002: Ugnies Apeigos ("Rito del Fuoco")
- 2003: Sotvaras  – con Donis
- 2003: Perkūno Giesmės ("Inni a Perkūnas")
- 2005: Prūsų Giesmės ("Inni prussiani", canti nell'ormai estinta lingua prussiana)
- 2007: Giesmės Saulei ("Inni al Sole")
- 2009: Giesmės Valdovui Gediminui ("Inni al re Gediminas")
- 2013: Giesmės Žemynai ("Inni a Žemyna")  – con Donis
- 2014: Laimos Giesmės ("Inni a Laima")
- 2018: Giesmės Austėjai ("Inni ad Austėja")